# Erigonella hiemalis
Erigonella hiemalis là một loài nhện trong họ Linyphiidae. Chúng được John Blackwall miêu tả năm 1841.